# Fernando Scheffer
Fernando Muhlenberg Scheffer, conosciuto con il soprannome Monet, (Canoas, 6 aprile 1998), è un nuotatore brasiliano.

## Biografia
Ai mondiali in vasca corta di Hangzhou 2018, ha vinto la medaglia d'oro nella staffetta 4x200 metri stile libero, gareggiando al fianco dei connazionali Leonardo Coelho Santos, Luiz Altamir Melo, Breno Correia e Leonardo de Deus.

## Palmarès
- Giochi olimpici

Tokyo 2020: bronzo nei 200m sl.
- Mondiali in vasca corta

Hangzhou 2018: oro nella 4x200m sl.
Abu Dhabi 2021: bronzo nella 4x200m sl.
- Giochi panamericani

Lima 2019: oro nei 200m sl e nella 4x200m sl, argento nei 400m sl.
Santiago del Cile 2023: oro nella 4x200m sl.
- Giochi sudamericani

Cochabamba 2018: oro nella 200m sl e nella 4x200m sl, argento nella 4x100m sl.

## International Swimming League
| stagione 2020 | Stagione 2021 |
| ------------- | ------------- |
| LA Current    | LA Current    |